# بول إميل دي سوزا
بول إميل دي سوزا (بالفرنسية: Paul-Émile de Souza)‏ (و. 1930 – 1999 م) هو سياسي من بنين .